# أندراس الثالث ملك المجر
أندراس الثالث البندقي (بالمجرية: III. András magyar király) (حوالي 1265 – 14 يناير 1301 م) كان ملك المجر وكرواتيا بين عامي 1290 م حتى وفاته في 14 يناير 1301 م، هو ابن إسطفان اليتيم ابن أندراس الثاني ملك المجر. على الرغم من إسطفان تم نبذه من قبل أخوته الكبار بعد وفاة والدهم وعاش من تبقى من حياته في البندقية، زار أندراس المجر لأول مرة في 1278 م بناءً على طلب أحد بارونات المملكة إيفان كوسزيغ، بالاطين المجر، بحيث وقف كوسزيغ ضد لازلو الرابع، ومع ذلك هذه المؤامرة فشلت، وأعاد أندراس ادرجه نحو البندقية.
كونه آخر فردًا من الذكور في أسرة أرباد، انتخب ملكًا بعد وفاة لازلو الرابع في سنة 1290 م، ومع ذلك هناك بما يقل عن ثلاثة ادعوا العرش منهم ألبرت من النمسا وماريا من المجر ومدعي الذي ادعى بأنه شقيق الأصغر للازلو الرابع. طُرد أندراس هذا المدعي من المجر الذي دخلها من بولندا وتوفي هناك، وأما ألبرت استطاع إبرام معه معاهدة سلام، ولكن ماريا وذريتها استطاعوا المطالبة بالعرش حتى نجح أحدهما في وصلوا إلى سدة الحكم في 1308 م.
كانت المجر في عصره في حالة فوضى واستطاعت بعض الأسر الحكم بشكل شبه مستقل على أراضيها، ومع وفاته انقرضت السلالة وأدت إلى اندلاع حرب أهلية لأكثر من عقدين. وأيضًا ازدادت عدد الأسر في حكم أراضيها بشكل شبه مستقل إلى اثني عشر أسرة، حتى استطاع كارولي الأول فرض سيطرته على البلاد وإعلان نفسه الحاكم في سنة 1321 م رغم تتويجه بتاج المجر المقدس منذ 1310 م.